# Pleurobema gibberum
Pleurobema gibberum är en musselart som först beskrevs av I. Lea 1838.  Pleurobema gibberum ingår i släktet Pleurobema och familjen målarmusslor. IUCN kategoriserar arten globalt som akut hotad. Inga underarter finns listade i Catalogue of Life.